# Gustav Peter
Gustav Peter (* unsicher: 1833; † 1919) war Komponist des bekannten Musikstückes Souvenir de Cirque Renz (Deutsch: „Erinnerungen an Zirkus Renz“, auch: „Erinnerung an Zirkus Renz“ und „Zirkus Renz-Galopp“).

## Leben
Über das Leben von Gustav Peter ist wenig bekannt. Sein Geburtsjahr wird häufig mit 1833 angegeben, seine Nationalität vereinzelt als ungarisch oder österreichisch, diese unbelegten Angaben können jedoch nicht als gesichert gelten. Als Name wird auch „Gustav Heinrich Peter“ oder „Heinrich Gustav Peter“ angeführt. Gustav Peter wird häufig als „G. Peter“ abgekürzt und daher oft mit den Komponisten Carl Peter und Georg Peter verwechselt.

## Souvenir de Cirque Renz

Beginn des Xylophon-Solo in Souvenir de Cirque Renz

Gustav Peter ist der Komponist des Werkes Souvenir de Cirque Renz. Dieses Werk wird häufig auf 1904 datiert, tatsächlich wird Peter als dessen Komponist bereits im November 1894 erwähnt, und zwar in den Musikalisch-literarischen Monatsberichten von Friedrich Hofmeister für eine Notenausgabe für Xylophon und Orchester des Verlegers Otto Seele. Souvenir de Cirque Renz ist seit Beginn des 20. Jahrhunderts auf zahllosen Tonträgern erschienen; es wurde für andere Soloinstrumente und verschiedene Begleitungen arrangiert und ist international bekannt. Als Werk der Zirkusmusik ist es ebenso beliebt wie als unterhaltsames und effektvolles Xylophon-Solowerk.
Die Entstehung des Werkes fällt in eine Zeit, in der schnelle Tänze wie der Galopp in der Unterhaltungsmusik beliebt waren, das Xylophon als Instrument wiederentdeckt wurde und Circus Renz sich in Berlin großer Beliebtheit erfreute. So komponierten eine Reihe von Zeitgenossen Gustav Peters ähnliche Werke, die heute jedoch überwiegend in Vergessenheit geraten sind.

## Werke
- Souvenir de Cirque Renz. Galopp für Xylophon mit Orchester. Verlag Otto Seele, Leipzig.[4]
- Valse-Caprice für Xylophon mit Orchester. Verlag Otto Seele, Leipzig.[4]
- In wilder Jagd. Konzert-Galopp. Verlag Otto Seele, Leipzig.[10]
- Der Karneval von Venedig. Brillante Fantasie mit Bravour-Variationen. Leipzig, Verlag Otto Seele.[10]
- Kosakenpost. Bravour-Galopp für Xylophon (oder Tubus-Campanaphon) mit Orchester. Leipzig, Verlag Otto Seele.[11]